# Tilapia baloni
Tilapia baloni är en fiskart som beskrevs av Ethelwynn Trewavas och Stewart, 1975. Tilapia baloni ingår i släktet Tilapia och familjen Cichlidae. IUCN kategoriserar arten globalt som livskraftig. Inga underarter finns listade i Catalogue of Life.